# Oxydia apidaniata
Oxydia apidaniata là một loài bướm đêm trong họ Geometridae.